# کیوهی شیباتا
کیوهی شیباتا ((به ژاپنی: 柴田恭兵 Shibata Kyōhei)؛ زادهٔ ۱۸ اوت ۱۹۵۱) یک هنرپیشه، و خواننده اهل ژاپن است. وی از سال ۱۹۷۵ میلادی تاکنون مشغول فعالیت بوده‌است. از فیلم‌های وی می‌توان به مجموعه تلویزیونی تاکدا شینگن (۱۹۸۸), در نقش اوئسوگی کنشین اشاره کرد.